# Love song (2023年の映画)
『Love song』（ラブソング、英題：英:Love song）は、2023年10月20日に池袋シネマ・ロサを皮切りに公開された日本映画。監督は児玉宜久で、増田有華が主演した。

## あらすじ
売れないジャズシンガーの藤咲花のマネージャーの天野猛は生活の為に覚せい剤の取引も手伝っていた。
花と幼馴染の猛は、何とか花を売り出そうと、その覚せい剤をくすねて売ろうとするのだが、あえなく暴力団員の久住勇哉と手下たちに追い詰められ撃たれる。猛は最後に花に電話して、盗んだ薬のありかを伝えて息途絶える。花は隠し場所から薬を見つけ、恋人の猛を殺した久住に復讐を誓う。
ある日、花は幼馴染でかつての恋人・加地誠との再会を果たす。花は久住に追われて家に戻れない状況を誠に説明して、誠の部屋に一時的に泊めてもらうことにする。
一方、盗まれて覚せい剤を見つけられない久住は幹部の蜂谷にも疎まれ、手下の男たちと共に花を血眼で探していた。花は彫師の情報屋の国廣から裏社会の情報を得るが、久住もまた国廣に情報を求めに来る。
花は、ヤクザが取引で使う店ブーメランで働く事にして、復讐の誓いを待つ。
危険が迫る中、花と誠は再び愛し合うようになるのだが、やがて花は闇で拳銃を手に入れる。

## 登場人物
藤咲花
演 - 増田有華
主人公。売れないジャズシンガー。
加地誠
演 - 木口健太
主人公。警備員のバイトをしてる。
久住勇哉
演 - 山口大地
半グレ上がりの暴力団員。
光石陽子
演 - 藤吉久美子
バー・フラミンゴのママ。
国廣
演 - 本田博太郎
彫師。
天野猛
演 - 青木一馬
花のマネージャー兼売人。
城山
演 - 平山大
久住勇哉の舎弟
井原
演 - 牧野裕夢
久住勇哉の手下。
蜂谷
演 - 広瀬彰勇
暴力団幹部。
子供
演 - 大川夏凪汰
刺青を入れられてる女性
演 - 佐藤真澄
売人A
演 - 角謙二郎
大友
演 - 宍戸英紀
売人B
演 - 中嶌駿介
売人C
演 - 秋野隆宏
娼婦
演 - 永井すみれ

## スタッフ
- 監督：児玉宜久
- 脚本：村川康敏、宍戸英紀
- 企画：利倉亮、郷龍二
- プロデューサー：江尻健司、北内健
- アシスタントプロデューサー：竹内宏子
- 撮影：中村耕太
- 照明：竹村潤
- 録音：大塚学
- 美術：石毛朗
- 編集：高橋信之
- 助監督：ハシテツヤ
- 制作担当：赤間俊秀
- ヘアメイク：中林希美子
- スタイリスト：森流星
- スチール：阿部拓朗
- 音楽：Les.R-Yuka
- 整音・MA：嶋田茂
- 音響効果：加藤博紀
- キャスティング協力：関根浩⼀、北野裕子
- 営業統括：堤亜希彦
- 制作：レジェンド・ピクチャーズ
- 配給協力：マグネタイズ

## 製作
タイトルは当初、［Love song（仮題）」として撮影をされていた。
撮影は、2023年2月17日から2月21日で本編部分の撮影が終了し、2023年6月に完成した。

## ロケ地
- 横濱 彫光
- スタジオ トランバネーロ
- 長沼組
- シティコミュニケーションズ
- ルビー
- 川口ビル
- BOOMERANG ブーメラン
- 大崎駅西口バスターミナル
- 芝浦南ふ頭公園